# الشيطان امرأة (فلم 1972)
الشيطان امرأة هو فيلمٌ مصريٌ أُنتج عام 1972.

## قصة الفيلم
أمين (محمود ياسين) هو حارس أمن في أحد مصانع التريكو، وهو يؤدي عمله بأمانة وصرامة، لكنه يتهاون في عمله بعد ظهور ياسمينة (نجلاء فتحي) التي يهيم بها حباً، لكنه يعرف فيما بعد أنها عضو في عصابة عاصم الدمنهوري (صلاح نظمي). يحاول عاصم قتل أمينٍ لخشية افتضاح أمره، لكن الأخير يطعنه دفاعاً عن النفس، ثم يهرب أمين وياسمينة إلى منزل غسان.
لم تكن الطعنة التي تعرض لها عاصم مميتةٌ، ولذلك يعرف مكان أمين، فيقوم بابتزازه للعمل معه في تجارة المخدرات، يوافق أمين على العمل طالما ياسمينة معه، لكنه لم يدر أنها كانت طُعماً لاصطياده!

## وصلات خارجية
- مقالات تستعمل روابط فنية بلا صلة مع ويكي بيانات
- الشيطان امرأة على الدهليز
- الشيطان امرأة على كاروهات